# La Planète des singes (franchise)
Vous lisez un « bon article » labellisé en 2019.  Il fait partie d'un « bon thème ».
Pour les articles homonymes, voir La Planète des singes (homonymie).
La Planète des singes (Planet of the Apes) est une franchise multimédia de science-fiction composée de films, de livres, de séries télévisées et de bandes dessinées qui présente des humains et des singes intelligents qui s’affrontent pour dominer la Terre.
La franchise est basée sur le roman La Planète des singes écrit en 1963 par le Français Pierre Boulle et traduit en anglais la même année sous le titre Planet of the Apes aux États-Unis et en 1964 sous le titre Monkey Planet au Royaume-Uni. Son adaptation cinématographique de 1968, La Planète des singes, est un succès critique et commercial qui engendre des suites et des produits dérivés. Arthur P. Jacobs produit les cinq premiers films par le biais de sa société de production APJAC pour le studio 20th Century Fox. Après sa mort, en 1973, Fox prend le contrôle de la franchise.
Quatre films suivent le film original de 1970 à 1973 : Le Secret de la planète des singes, Les Évadés de la planète des singes, La Conquête de la planète des singes et La Bataille de la planète des singes. Même s'ils ne remportent pas la même adhésion que le premier film, ils sont également des succès commerciaux qui poussent Fox à lancer deux séries télévisées dérivées en 1974 et 1975. Le studio de production pense dès 1988 à refaire un film mais ne parvient pas à concrétiser le projet avant 2001 avec la sortie du film La Planète des singes de Tim Burton. Une nouvelle série de films voit ensuite le jour en 2011 avec La Planète des singes : Les Origines puis La Planète des singes : L'Affrontement en 2014, La Planète des singes : Suprématie en 2017 et La Planète des singes : Le Nouveau Royaume en 2024.
L'ensemble des films engendre plus de deux milliards de dollars américains au box-office mondial, pour un budget estimé à moins de six cents millions de dollars. En plus des films et des séries, la franchise se développe à travers des jeux vidéo, des jouets et des bandes dessinées.
La franchise retient notamment l'attention des critiques de cinéma pour avoir abordé le racisme. Des analyses mettent également en valeur son traitement des thèmes de la guerre froide et des droits des animaux. De par son succès, la franchise a eu une influence sur la culture populaire de la seconde moitié du XXe siècle.

## Origine

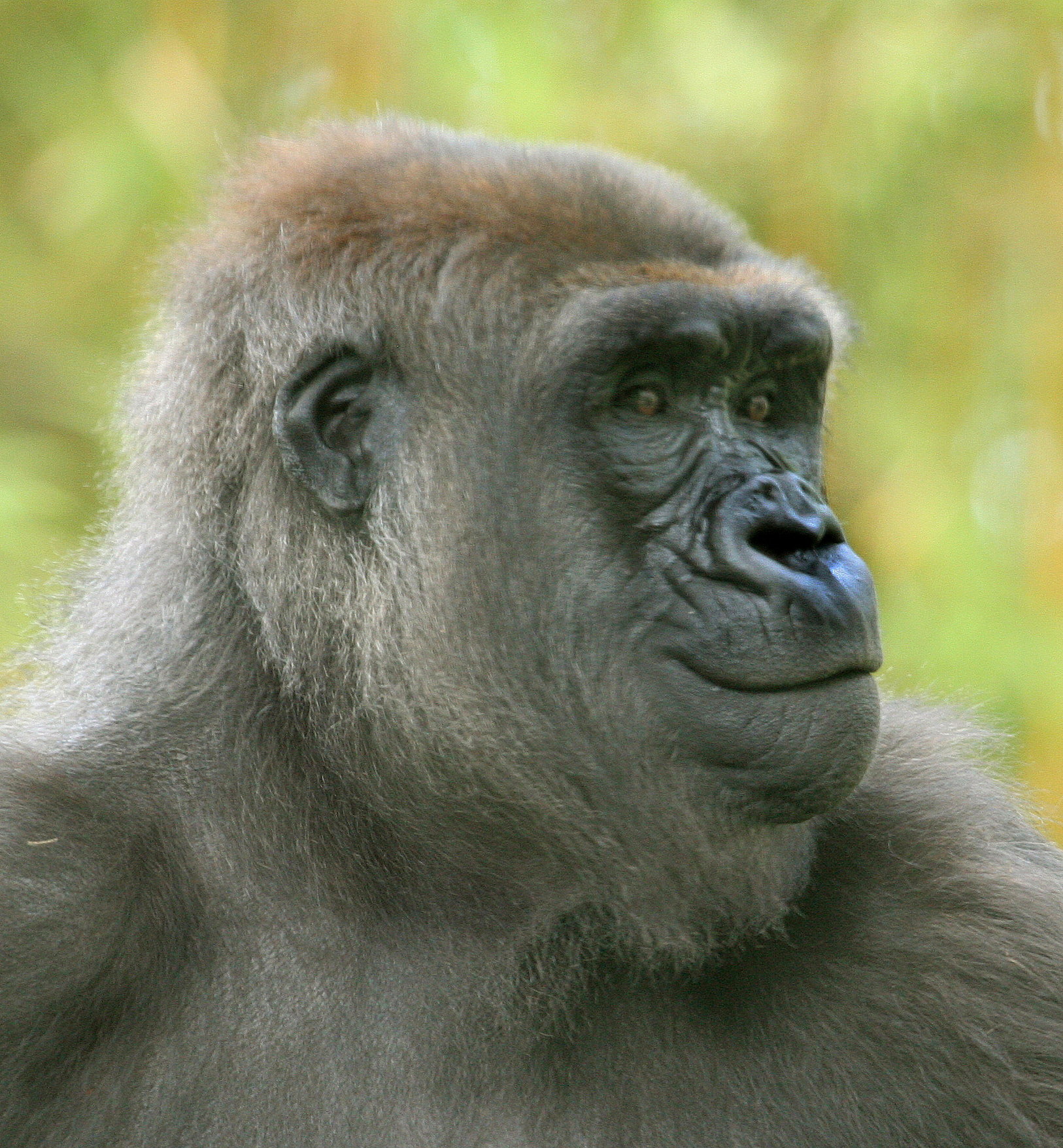
Un gorille du zoo de San Diego (2005), semblant sourire.

La série naît en 1963 avec la rédaction de La Planète des singes, un roman du Français Pierre Boulle, auteur du Pont de la rivière Kwaï (1952). L'idée lui est venue lors d'une visite au zoo, en observant les gorilles qui l'impressionnent par leurs « expressions quasi humaines ». Fortement influencé par les récits de voyages fantastiques des XVIIIe et XIXe siècles, notamment le roman satirique Les Voyages de Gulliver (1726) de Jonathan Swift, Boulle écrit le roman en six mois.
Son œuvre est une satire qui suit le journaliste français Ulysse Mérou, qui participe à une expédition sur une planète lointaine où des humains muets et primitifs sont chassés et réduits en esclavage par des grands singes évolués. Les singes sont répartis en trois classes : les gorilles qui sont policiers ou militaires, les chimpanzés qui sont des scientifiques et les orangs-outans des politiciens. Finalement, Mérou découvre que les humains ont naguère dominé la planète jusqu'à ce qu'ils soient renversés par les singes. La morale du roman est de montrer que l'intelligence humaine peut s'atrophier si elle n'est pas entretenue,. Boulle considère le roman comme l'une de ses œuvres mineures, bien que ce soit un succès commercial. L'auteur britannique Xan Fielding le traduit en anglais. Il est publié sous le titre  Monkey Planet au Royaume-Uni et Planet of the Apes aux États-Unis.

## Première série de films
C'est Alain Bernheim, l'agent littéraire de Boulle, qui présente le roman au producteur de cinéma américain Arthur P. Jacobs alors que celui-ci se trouve à Paris pour rechercher des scénarios à produire par APJAC, sa toute nouvelle société. Bernheim propose en premier lieu un roman de Françoise Sagan, mais Jacobs le refuse. Puis, entendant Jacobs énoncer le regret suivant : « J'aurais aimé que King Kong n'ait pas été produit pour pouvoir le faire », Bernheim évoque La Planète des singes, sans s’attendre à ce que son interlocuteur soit intéressé par ce roman. Or, intrigué par cette histoire, Jacobs en achète aussitôt les droits d'adaptation pour le cinéma.

### La Planète des singesde 1968

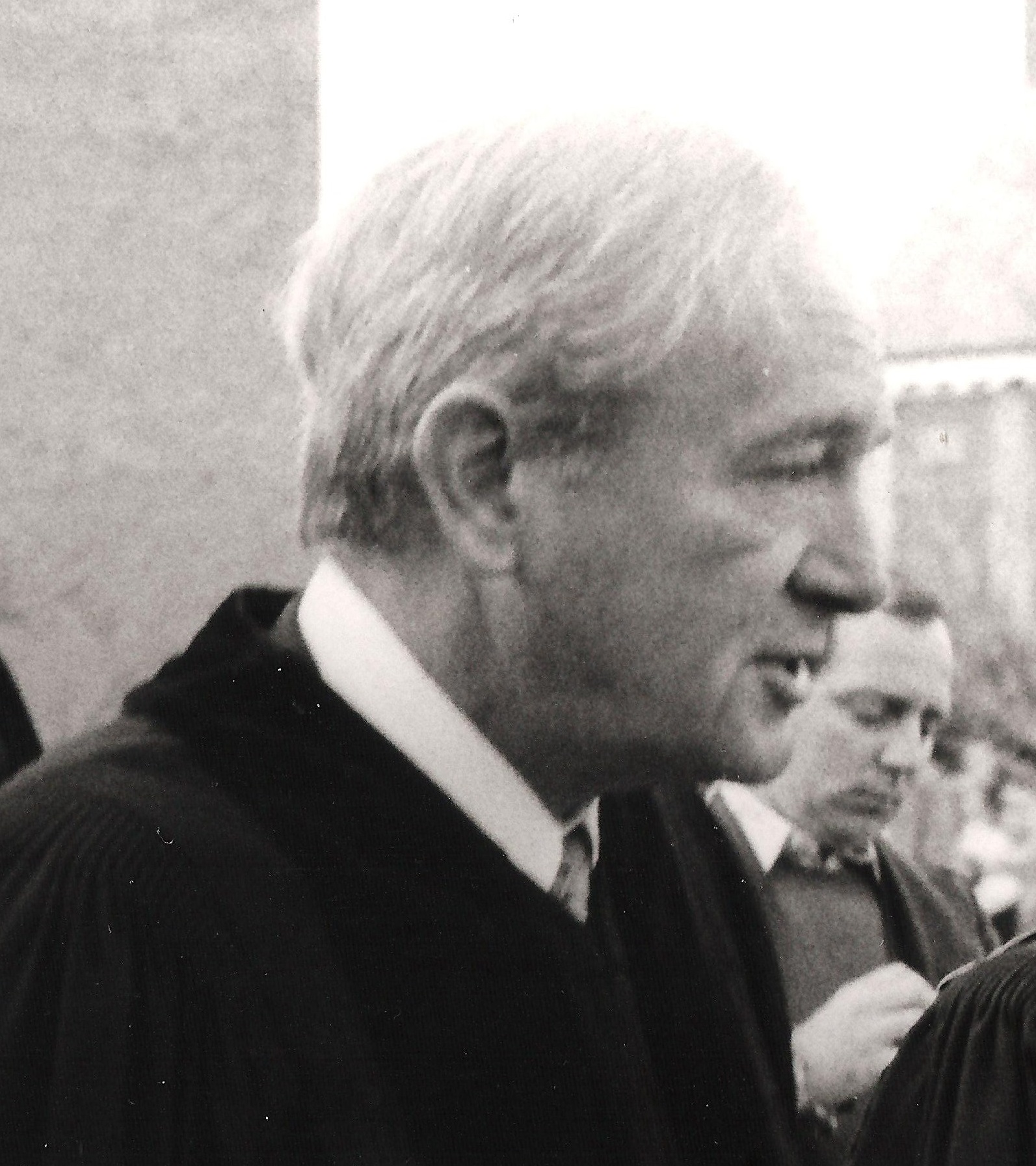
Franklin Schaffner en 1977.

Après avoir obtenu les droits du roman, Jacobs passe plus de trois ans à essayer de convaincre des réalisateurs de s'occuper du projet,. Il embauche aussi plusieurs artistes pour créer des dessins préparatoires et le scénariste Rod Serling, créateur de la série télévisée La Quatrième Dimension (1959-1964),. Le scénario de Serling s'éloigne du roman de Boulle en introduisant le thème de la guerre froide, notamment à la fin, où il révèle que la planète des singes est en fait la Terre du futur que l'homme a ravagé avec une guerre nucléaire. Le coût de la production est alors estimé à dix millions de dollars, ce qui semble trop risqué pour les studios d'Hollywood ou des financeurs européens. Les producteurs engagent donc l'écrivain Michael Wilson, qui a précédemment adapté pour le cinéma le roman de Pierre Boulle Le Pont de la rivière Kwaï (1952), pour réécrire le scénario de Serling,. Jacobs et son associé Mort Abrahams finissent ensuite par persuader Charlton Heston d'endosser le rôle principal. Heston leur recommande alors le réalisateur Franklin Schaffner. Ces deux derniers enregistrent ensuite des bouts d'essai qui parviennent à convaincre la 20th Century Fox que le film peut être un succès.
Fox insiste cependant pour que le budget soit revu à la baisse. Pour faire des économies en effets spéciaux, Wilson décrit une société simienne plus primitive que celle du roman,. La nouvelle version du scénario change une grande partie de l'intrigue et des dialogues mais conserve le thème de la guerre froide et la fin de Serling,. Pour réaliser les maquillages nécessaires au film, les producteurs engagent ensuite John Chambers, qui a notamment travaillé sur la série Les Monstres (1964-1968).

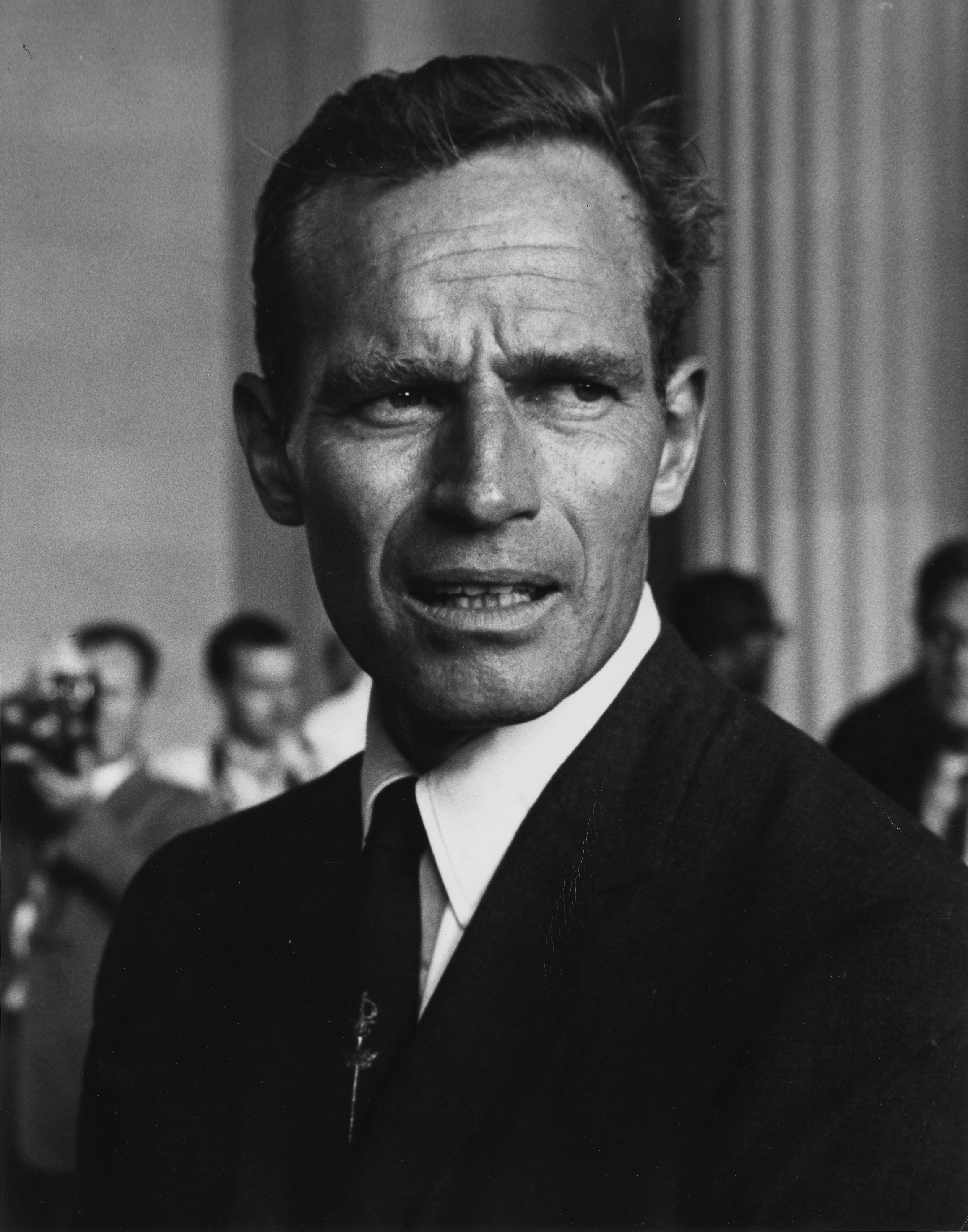
Charlton Heston en 1963.

Heston interprète l'astronaute George Taylor qui s'écrase sur une planète étrange où des singes intelligents dominent des humains primitifs muets. Kim Hunter et Roddy McDowall jouent les chimpanzés bienveillants Zira et Cornelius et Linda Harrison interprète la belle humaine Nova, dont Taylor tombe amoureux. Maurice Evans joue le méchant orang-outan Zaïus. La fin du film, où Taylor, tombant sur les restes de la statue de la Liberté, découvre qu'il est retourné sur Terre, est devenue au fil du temps une scène culte et l'un des moments les plus emblématiques du cinéma de science-fiction. La Planète des singes sort le 8 février 1968 et devient un succès critique et public. Il est également l'un des plus gros succès du box-office pour l'Amérique du Nord avec des recettes estimées à trente-deux millions de dollars pour un budget inférieur à six millions,. John Chambers reçoit un Oscar d'honneur lors de la 41e cérémonie des Oscars pour ses maquillages. La musique de Jerry Goldsmith et les costumes de Morton Haack sont également nommés aux Oscars. Fox demande alors à Jacobs et Abrahams de tourner une suite bien qu'ils n'en aient pas envisagé une au départ.

### Le Secret de la planète des singes
La préproduction d'une suite intitulée Le Secret de la planète des singes débute deux mois après la sortie du premier film. Jacobs et Abrahams demandent d'abord des idées à Serling et Boulle mais ne sont pas convaincus. Finalement, à l'été 1968, les producteurs engagent Paul Dehn pour écrire le scénario,. Charlton Heston accepte de revenir mais seulement pour quelques scènes et à la condition que son personnage meure et que son salaire soit donné à une œuvre caritative. Dehn est donc obligé de centrer le scénario sur un nouveau personnage, Brent, interprété par James Franciscus. Shaffner étant indisponible, en raison de son travail sur Patton (1970), les producteurs engagent, en janvier 1969, Ted Post comme réalisateur. Celui-ci a du mal à porter à l'écran le scénario car Fox ne lui alloue qu'un budget de trois millions de dollars.
L'histoire suit le personnage interprété par Franciscus, un astronaute parti à la recherche de Taylor qui se retrouve à son tour sur la Terre futuriste dominée par les singes. Après avoir rencontré les singes du premier film, Brent découvre que Taylor est retenu prisonnier par des humains mutants qui vénèrent une ancienne bombe nucléaire. Kim Hunter, Maurice Evans et Linda Harrison reprennent leur rôle de Zira, Zaïus et Nova. Roddy McDowall n'étant pas disponible, il est remplacé dans le rôle de Cornelius par David Watson. James Gregory interprète le général gorille Ursus tandis que Paul Richards joue Mendez, le chef des mutants. Le film sort le 26 mai 1970. Contrairement à son prédécesseur, Le Secret de la planète des singes est mal accueilli par la critique et est considéré comme l'un des pires films de la saga avec La Bataille de la planète des singes. Malgré cela, le film est un succès au box-office. Cela pousse Fox à commander à Jacobs une autre suite même si la conclusion du film montre une destruction nucléaire de la planète,.

### Les Évadés de la planète des singes

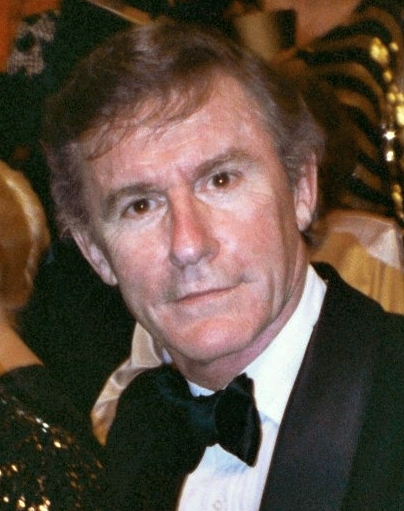
Roddy McDowall en 1988.

À la suite du succès commercial du Secret de la planète des singes, Arthur P. Jacobs envoie un bref télégramme à Paul Dehn pour lui demander un nouveau scénario : « Singes bien vivants ; suite nécessaire ». Dehn commence alors à travailler sur ce qui deviendra Les Évadés de la planète des singes. Les producteurs recrutent Don Taylor comme réalisateur. Fox accorde cependant un budget réduit à 2,5 millions de dollars, ce qui implique un calendrier de production très serré.
Pour réduire le budget et contourner la fin apparemment définitive du Secret de la planète des singes, le film donne une nouvelle direction à la série en se concentrant sur Zira (Kim Hunter) et Cornelius (Roddy McDowall, de retour dans le rôle). Les deux chimpanzés reviennent donc avec un autre singe à l'époque contemporaine, ce qui réduit considérablement le coût du maquillage et de la décoration. Dans le film, Zira et Cornelius sont d'abord acceptés par la société américaine. Cependant les craintes que leur enfant à naître puisse être plus intelligent que les humains et la crainte d'être dominés par des singes évolués pousse les dirigeants américains à les faire éliminer. La femme de Jacobs, Natalie Trundy, interprète le docteur Stephanie Branton. Bradford Dillman joue le docteur Lewis Dixon, Ricardo Montalbán est Armando et Eric Braeden tient le rôle de l'antagoniste Otto Hasslein, le conseiller scientifique du président des États-Unis.
Les Évadés de la planète des singes traite du racisme, un thème qui deviendra le plus important du reste de la saga. Le film sort le 21 mai 1971, moins d’un an après Le Secret de la planète des singes. Il est bien accueilli par les critiques. Le rédacteur en chef du magazine Cinefantastique, Frederick S. Clarke, écrit que la série naissante possède tout le potentiel pour « être la première épopée de science-fiction du cinéma ». Fox commande donc une troisième suite.

### La Conquête de la planète des singes
Le succès des Évadés de la planète des singes pousse Fox à produire une suite mais avec le budget relativement modeste de 1,7 million de dollars. Paul Dehn revient en tant que scénariste tandis que le producteur Arthur P. Jacobs engage J. Lee Thompson comme réalisateur. Celui-ci avait été approché par Jacobs pour les précédents films mais n'avait pas pu se rendre disponible. Pour La Conquête de la planète des singes, Thompson et Dehn se focalisent sur le thème des conflits raciaux. Dehn assimile les singes aux Afro-Américains et s'inspire des émeutes de Watts de 1965 et d'autres événements du mouvement des droits civiques. Roddy McDowall revient dans le rôle de César, le fils de son personnage précédent, Cornelius. Ricardo Montalbán est également de retour dans le rôle d'Armando, tandis que Don Murray joue le rôle du gouverneur Breck ; Severn Darden interprète Kolp et Hari Rhodes endosse le rôle de MacDonald.
La Conquête de la planète des singes se situe dans un futur proche où les humains se servent des singes comme esclaves. César brise les chaînes de la servitude et déclenche une rébellion contre la tyrannie humaine. Le film sort le 30 juin 1972. Les critiques sont mitigées mais le public est toujours au rendez-vous. Fox commande alors un autre film.

### La Bataille de la planète des singes
Fox lance La Bataille de la planète des singes avec le budget modeste estimé entre 1,2 et 1,8 million de dollars,. Les producteurs débutent donc le projet en sachant que ce sera le dernier film de la série. J. Lee Thompson revient en tant que réalisateur et Paul Dehn retourne au scénario. Cependant une maladie oblige ce dernier à quitter le projet avant d'avoir terminé son travail. Les producteurs engagent donc John William Corrington et Joyce Hooper Corrington pour finaliser le scénario,. La Bataille de la planète des singes comme La Conquête de la planète des singes se concentre sur les conflits raciaux mais les Corrington remplacent l'histoire pessimiste de Dehn par un discours plus optimiste, bien qu'ambigu.
Le film présente César, dirigeant du mieux qu'il peut une communauté de singes et d'humains alors qu'une guerre dévastatrice a ravagé une grande partie de la planète. Il lutte à la fois contre des humains mutants et contre une tentative de coup d'État. Roddy McDowall reprend le rôle de César et Severn Darden celui de Kolp. Paul Williams joue l'orang-outan Virgil, Austin Stoker joue MacDonald (le frère du personnage nommé MacDonald dans le précédent film) et Claude Akins joue le machiavélique général gorille Aldo. John Huston prête sa voix au narrateur de l'histoire, le législateur orang-outan. Le film sort le 2 mai 1973. Il génère des bénéfices supérieurs à son coût de production, mais est sévèrement jugé par les critiques qui le considèrent comme le moins bon de la série.
Les critiques interprètent de différentes manières le message du film et son impact sur la série. Les images ambiguës de la fin ont particulièrement été analysées. Le spectateur découvre en effet que, plus de six cents ans après les événements principaux, le narrateur raconte à des enfants singes et humains l’histoire de César devant une statue représentant ce dernier en larmes. Selon certaines interprétations, la statue pleure des larmes de joie parce que les deux espèces vivent enfin en harmonie. Cela donne alors une fin optimiste. Selon d'autres, la statue pleure parce que le conflit racial existe toujours, ce qui implique que l'avenir dystopique du premier film est inévitable.

## Séries télévisées

### SérieLa Planète des singes

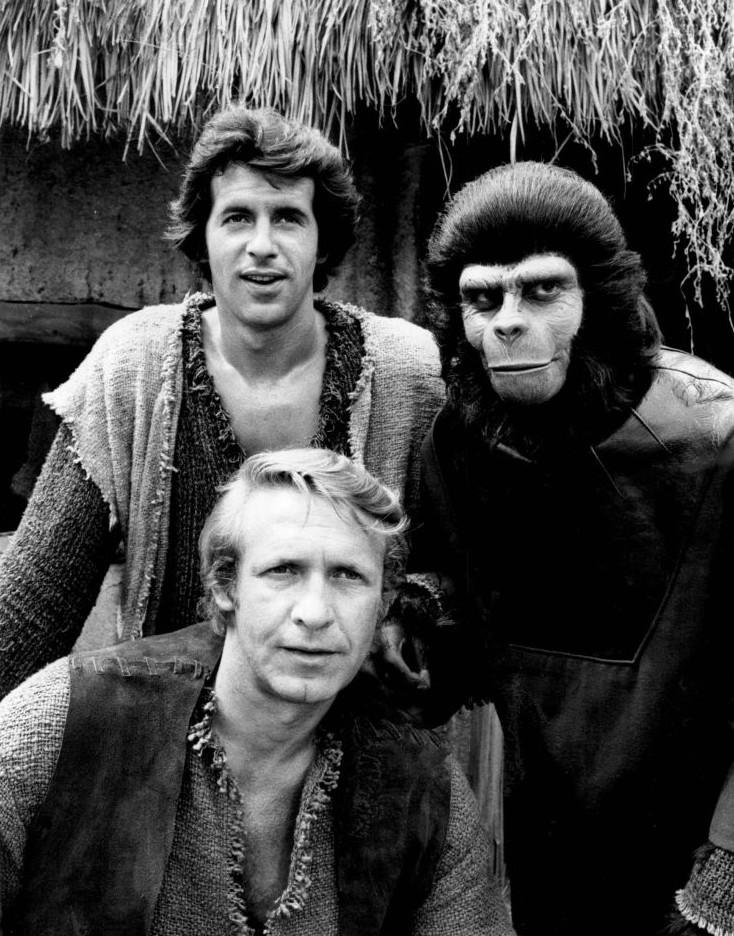
Photo de tournage de la série avec James Naughton, Ron Harper et Roddy McDowall.

Outre leur rentabilité au box-office, les films remportent des succès d'audience lors de leurs passages à la télévision. Pour capitaliser sur ce succès, Arthur P. Jacobs prévoit une série télévisée. L'idée lui en était venue dès 1971, lors de la production de La Conquête de la planète des singes, mais il l'avait mise de côté lorsque Fox lui avait commandé un cinquième film. Jacobs décède le 27 juin 1973, ce qui met fin à la mainmise d'APJAC Productions sur la franchise La Planète des singes. Fox nomme alors Stan Hough, l'un de ses anciens dirigeants, comme producteur de la série télévisée. La chaîne CBS programme ainsi la série pour l'automne 1974.
Ron Harper et James Naughton interprètent Alan Virdon et Peter Burke, deux astronautes américains qui traversent une faille temporelle vers un futur où les singes dominent les humains. Ces derniers peuvent parler, contrairement au film original. Roddy McDowall revient dans le rôle de Galen, un chimpanzé qui aide les astronautes. Booth Colman interprète le conseiller orang-outan Zaïus et Mark Lenard joue le général gorille Urko. Les épisodes suivent Virdon, Burke et Galen qui cherchent un moyen de rentrer chez eux tout en aidant les humains et les singes opprimés à combattre la cruauté des autorités. Le premier épisode est diffusé le vendredi 13 septembre 1974 de vingt à vingt-et-une heure sur CBS,,. Toutefois, les cotes d'écoute déçoivent. Les producteurs pensent que ce désamour provient des récits répétitifs et du peu de temps à l’écran des singes,,. Au vu du coût de production considérable, CBS annule donc la série après seulement quatorze épisodes, dont le dernier est diffusé le 20 décembre 1974,,.
En 1981, Fox transforme dix des épisodes en cinq téléfilms. Chaque téléfilm combine deux épisodes avec des segments d’introduction et de conclusion mettant en scène McDowall dans le rôle de Galen. Ces téléfilms reçoivent ce que le spécialiste Eric Greene appelle « les titres les plus farfelus du corpus des singes » : Le Retour de la planète des singes, La Ville oubliée de la planète des singes, Trahison et cupidité sur la planète des singes, Vie, liberté et poursuite sur la planète des singes et L'Adieu à la planète des singes.
Greene trouve que la position chronologique de la série au sein de la saga est intéressante. Se déroulant en 3085, elle se situe environ neuf cents ans avant l'arrivée de Taylor dans le premier film et quatre cents ans après le sermon que prononce le législateur à la fin du film La Bataille de la planète des singes. En décrivant un avenir où les singes dominent les humains, elle montre implicitement que la vision égalitariste du législateur a échoué. Cela donne ainsi raison à l'interprétation pessimiste du final du cinquième film. Greene indique également que le thème du racisme est moins présent dans la série que dans les films, malgré la présence des épisodes Pris au piège et Le Libérateur où le sujet est évoqué.

### Série d'animation
En 1975, à la suite de l'échec de la série télévisée, la chaîne de télévision NBC et la 20th Century Fox concluent un accord pour adapter La Planète des singes en série d'animation pour le samedi matin. C'est la société DePatie-Freleng Enterprises qui est chargée de réaliser les épisodes d'une demi-heure. C'est Doug Wildey, co-créateur de la série Jonny Quest (1964-1965), qui est chargé de produire, de diriger et de réaliser la plus grande partie des épisodes. Wildey ne connaît alors que les deux premiers films et base ses histoires sur eux. Il néglige ainsi le thème du racisme pour revenir à ceux de la guerre froide et de la guerre du Viêt Nam, thématiques centrales de ces deux films.
La série met en scène les astronautes américains Bill Hudson, Jeff Allen et Judy Franklin qui se sont accidentellement écrasés sur une Terre futuriste. Ils découvrent que le monde est alors peuplé par trois groupes bien distincts : des humains muets habitant dans des cavernes, des humains vivant sous terre dans un concept proche des mutants du Secret de la planète des singes et des singes intelligents et civilisés. Au cours de la série, les astronautes s'impliquent de plus en plus dans les affaires de la planète en défendant les humains face à la tyrannie des singes. Des personnages présents dans les films ou dans la série télévisée sont repris pour la série. Il s'agit notamment de Cornelius, de Nova, du général Urko, du docteur Zaïus et de Zira. NBC diffuse treize épisodes entre le 6 septembre et le 29 novembre 1975 sans grand succès. La chaîne envisage de produire trois nouveaux épisodes pour conclure la série mais, finalement, renonce à cette idée.

## Nouvelle adaptation

### Projets avortés
À partir de la fin des années 1980, Fox amorce périodiquement des projets de films. En 1988, elle charge le jeune réalisateur indépendant de 21 ans Adam Rifkin de développer un nouveau film. Rifkin rédige alors une histoire, suite directe du premier film, mais qui ne prend pas en compte les autres films de la saga. Elle met en scène un descendant du héros du premier film qui mène un soulèvement semblable à celui de Spartacus contre des singes oppresseurs dirigés par le général Izan. Le scénario est, dans un premier temps, validé par Fox, mais l'arrivée de nouveaux dirigeants met fin à ce projet.
Quelques années plus tard, en 1993, le studio engage Oliver Stone comme producteur exécutif et nouveau scénariste avec Terry Hayes. L’histoire qu'il propose évoque une humanité menacée par une maladie inscrite dans son ADN. Deux scientifiques remontent donc dans le temps pour découvrir l'origine de cette information génétique déficiente. Ils découvrent que cette maladie a été créée par des singes intelligents de l'âge de la pierre pour s'assurer la destruction éventuelle de l'humanité si elle venait à se révolter contre eux. Les producteurs engagent l'acteur Arnold Schwarzenegger en mars 1994 pour tenir le rôle-titre puis embauchent Phillip Noyce comme réalisateur en janvier 1995. Cependant, le scénariste Terry Hayes entre en conflit avec les producteurs de Fox qui souhaitent changer son scénario pour en faire une comédie. Le producteur délégué Dylan Sellers insiste notamment pour que le scénario inclue une scène mettant en scène des singes jouant au baseball. Les producteurs licencient donc Hayes en février, ce qui entraîne le départ du projet de Stone et de Noyce,.
Les dirigeants de Fox engagent ensuite le réalisateur Chris Columbus et lui commandent un nouveau scénario. Celui-ci rédige avec son collaborateur, Sam Hamm, une histoire reprenant des éléments du premier film mais aussi du livre de Pierre Boulle, notamment les singes évolués astronautes. Le scénario met en scène un astronaute singe d'une planète lointaine qui déchaîne un virus dévastateur sur Terre. Des scientifiques humains se rendent alors sur la planète de l'astronaute pour y trouver un remède. Une fois leur mission réussie, ils découvrent en revenant sur Terre qu'elle est envahie par les singes. Une nouvelle fois, les dirigeants de Fox sont insuffisamment convaincus. Columbus quitte donc le projet fin 1995. Plusieurs réalisateurs sont ensuite contactés par les studios, notamment Roland Emmerich, James Cameron et Michael Bay, mais aucun projet ne va à son terme,.

### La Planète des singesde 2001

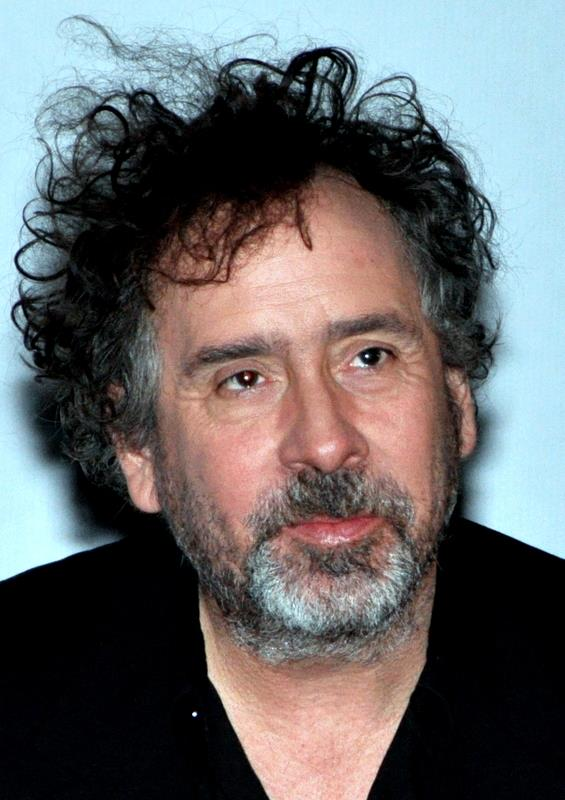
Tim Burton en 2012.

En 1999, Fox engage William Broyles Jr. pour écrire un nouveau scénario. Fox insiste pour une date de sortie en juillet 2001, mais offre à Broyles une grande liberté artistique. Cette perspective attire le réalisateur Tim Burton qui espère ne pas faire une nouvelle version mais souhaite plutôt réinventer La Planète des singes. Cependant Burton trouve la production difficile notamment à cause du calendrier trop court que lui impose Fox. De plus, comme le budget alloué par le studio est de cent millions de dollars, le scénario ambitieux de Broyles est modifié pour en réduire le coût. Lawrence Konner et Mark Rosenthal sont donc engagés pour la réécriture d'une partie de l'histoire alors même que le film entre en production.
Le film met en scène Mark Wahlberg dans le rôle de l'astronaute Léo Davidson qui s'écrase accidentellement sur une planète lointaine où des singes parlants asservissent des humains. Léo bouleverse ainsi la civilisation simiesque en découvrant que les singes ont évolué à partir des primates terrestres qui avaient accompagné Léo dans sa mission spatiale mais qui étaient arrivés, grâce à une faille dans l'espace-temps, trois mille ans plus tôt. Helena Bonham Carter joue la chimpanzée Ari tandis que Tim Roth interprète le chimpanzé Thade, le maléfique général dirigeant l'armée des singes. Le film est mal accueilli par les critiques de cinéma qui le jugent inférieur au premier. De nombreuses critiques négatives portent sur la fin du film. Cependant les effets spéciaux du film sont, eux, généralement appréciés,. Le film est en revanche un succès commercial avec 362 211 000 dollars de recettes. Fox pense initialement donner une suite au film mais l'accueil critique négatif et le refus de Burton de tourner un autre film mettent fin au projet.

## Seconde série de films

### La Planète des singes: Les Origines

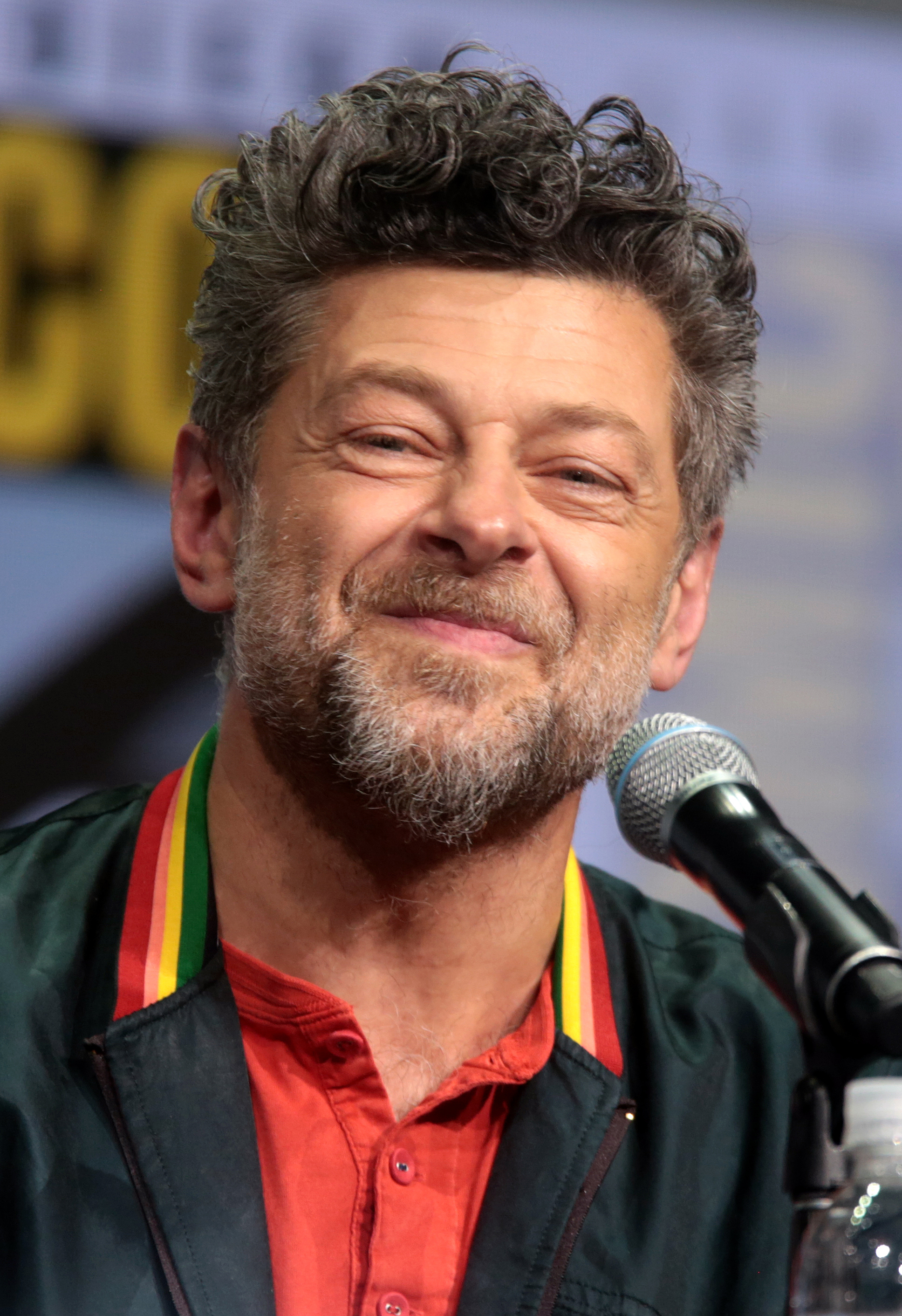
Andy Serkis en 2017.

En 2005, les scénaristes Rick Jaffa et Amanda Silver se lancent dans l'écriture d'un scénario pour un nouveau film de la saga,. Inspiré par des articles de presse décrivant des grands singes élevés comme des êtres humains et par les progrès de la génétique, Jaffa conçoit le scénario autour de l'idée d'un chimpanzé génétiquement modifié qui serait élevé au sein d'une famille d'humains,. Avec Silver, il présente l'histoire aux dirigeants de Fox comme une nouvelle vision du parcours du chimpanzé César, le héros du film La Conquête de la planète des singes,. Les dirigeants sont impressionnés et achètent donc le scénario mais tardent à le mettre en chantier à la suite des réécritures du scénario et des problèmes pour recruter les producteurs et le réalisateur,. Finalement, en 2010, Fox engage Peter Chernin et Dylan Clark de la société Chernin Entertainment pour être les producteurs du film avec Rick Jaffa et Amanda Silver,.
Dans la version finale du scénario, César obtient une intelligence améliorée grâce à un retrovirus créé par Will Rodman, l'homme qui l'élève. Enfermé dans un refuge pour primates, César organise le soulèvement des singes. Le scénario entretient des liens complexes avec les autres histoires de la saga, ce qui entraîne un certain trouble quant à sa place. L'auteur Oliver Lindler indique que les prémices du film peuvent faire penser qu'il s'agit d'une nouvelle version de La Conquête de la planète des singes mais Fox et les critiques professionnels évitent généralement le terme. Ils préfèrent le voir comme une préquelle du film La Planète des singes de 1968 ou un redémarrage de la saga même si les fans l’accueillent plutôt comme étant une nouvelle version,,. Une fois le scénario terminé, le studio recrute le réalisateur Rupert Wyatt. Pour les effets spéciaux, Fox décide ne plus recourir au maquillage et opte pour la capture de mouvement en s’offrant les services de la société d’effets spéciaux néo-zélandaise Weta Digital. Wyatt recrute James Franco pour le rôle de Will Rodman tandis que l’acteur spécialiste de la capture de mouvement Andy Serkis obtient le rôle de César.
Le film sort le 5 août 2011. Il est bien accueilli par les critiques qui louent particulièrement les effets spéciaux et la prestation de Serkis. La Planète des singes : Les Origines est également un succès majeur au box-office avec 482 millions de dollars engrangés pour un budget de 93 millions. Les effets spéciaux de Weta permettent au film de décrocher deux prix de la Visual Effects Society et d'être nommé à la 84e cérémonie des Oscars. Le travail remarquable de Serkis pousse également Fox à le proposer pour les Oscars. Cependant sa candidature n'est pas retenue. Après le succès du film, Fox planifie une suite.

### La Planète des singes: L'Affrontement

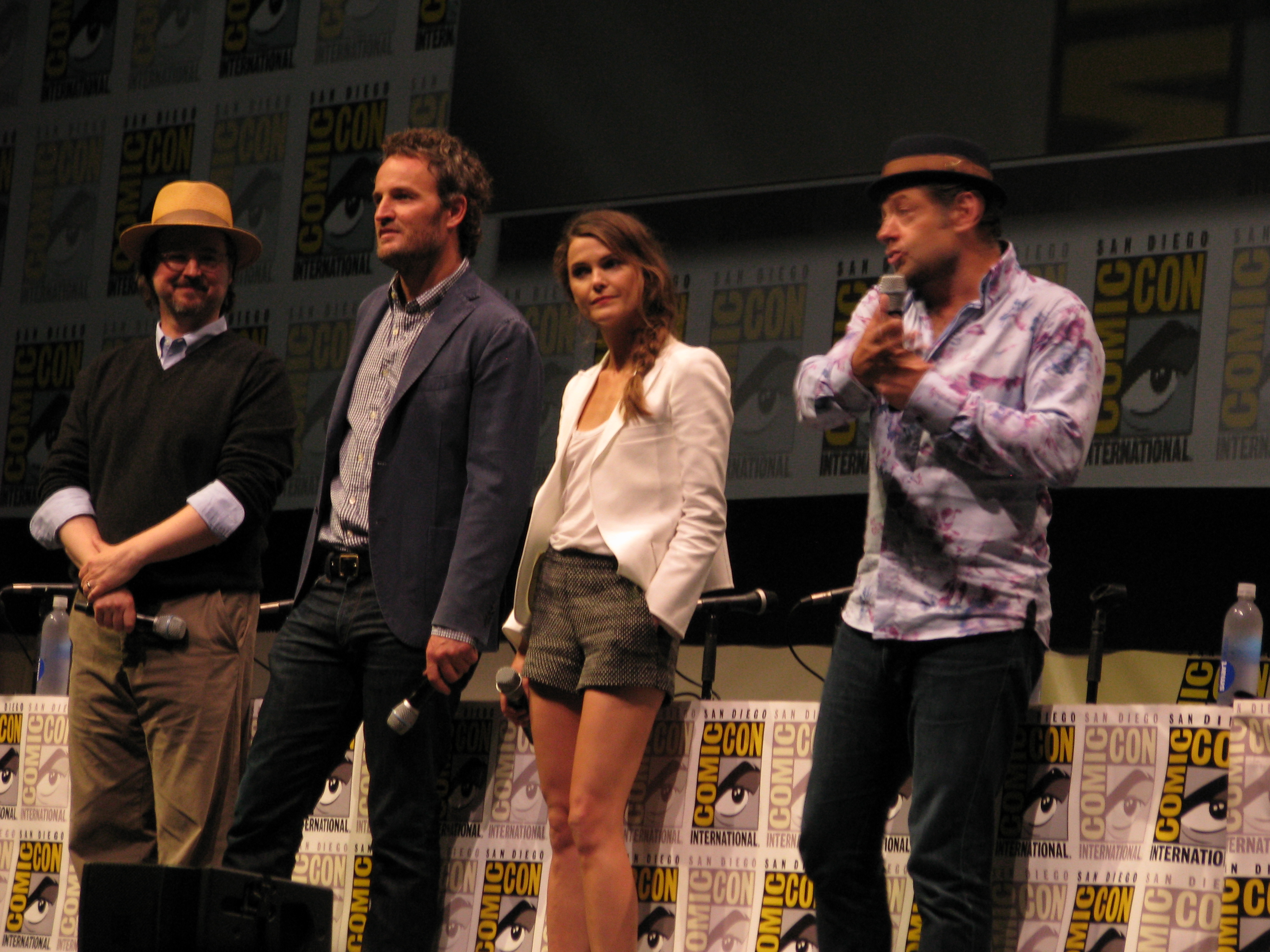
Matt Reeves, Jason Clarke, Keri Russell et Andy Serkis lors de la présentation du film au en de juillet 2013.

Les producteurs Peter Chernin et Dylan Clark commencent la préproduction d'un nouveau film juste après la sortie de La Planète des singes : Les Origines en 2011. Fox leur alloue un budget de 170 millions de dollars,. Rick Jaffa et Amanda Silver reviennent à l'écriture et Andy Serkis reprend son rôle de César. En revanche, Rupert Wyatt, ne souhaitant pas s'engager dans ce projet, est remplacé à la réalisation par Matt Reeves,.
Le film se déroule dix ans après La Planète des singes : Les Origines alors que la grippe simienne qui a amélioré l'intelligence des singes a également décimé une grande partie de l'humanité. César tente de maintenir la paix entre sa communauté de grands singes et un groupe d'humains vivant à proximité. La société Weta Digital réalise à nouveau les effets spéciaux, notamment les incrustations des toiles de fond et les captures de mouvement des singes. Les principaux personnages humains sont interprétés par Jason Clarke, Keri Russell et Gary Oldman. Sorti le 11 juillet 2014, le film est très bien accueilli par la critique qui trouve le scénario attirant et les effets spéciaux impressionnants,.
Également un succès public, le film engrange plus de 710 millions de dollars de recette. Ses effets spéciaux reçoivent plusieurs distinctions dont trois prix de la Visual Effects Society et une nomination à la 87e cérémonie des Oscars.

### La Planète des singes: Suprématie

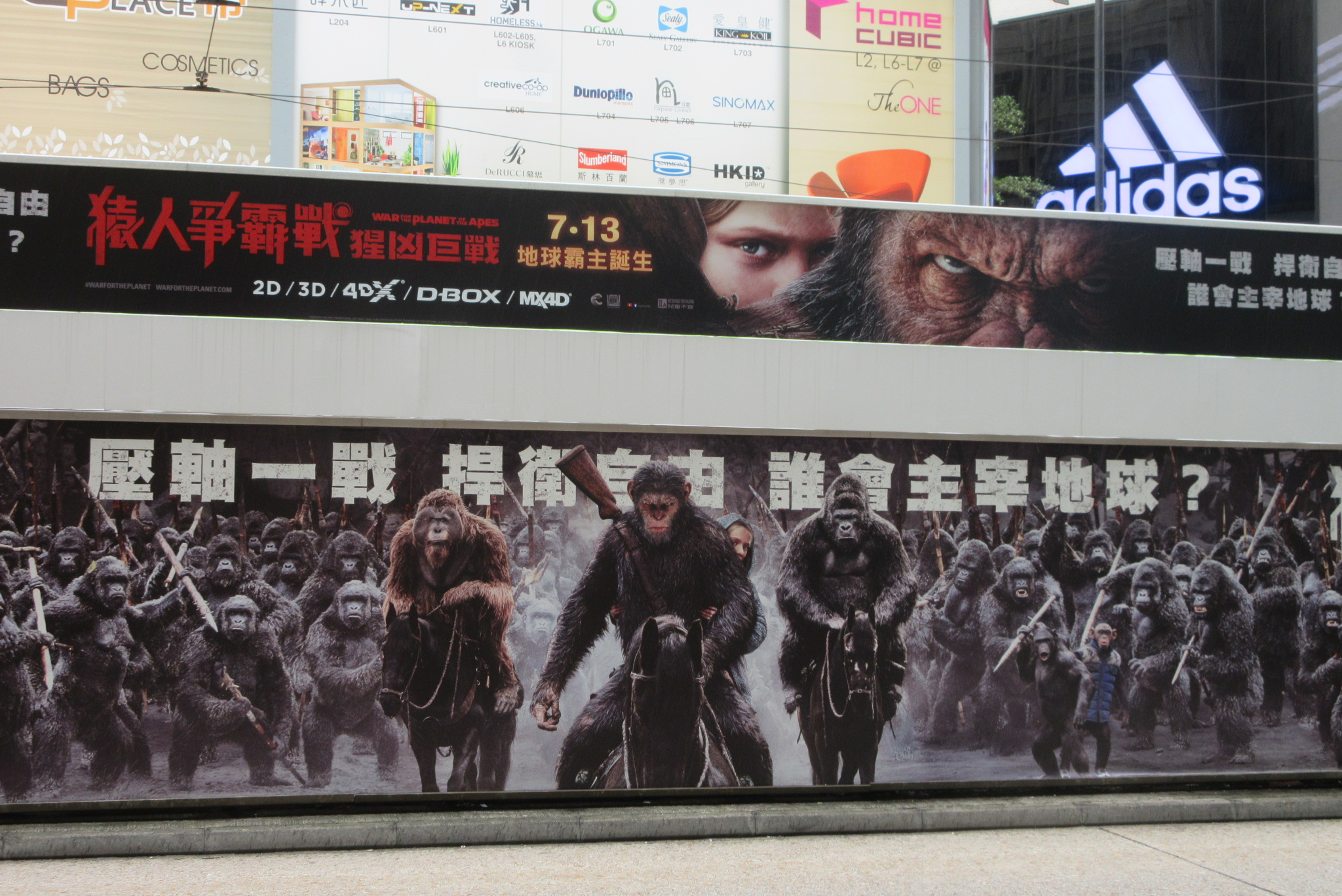
Affiches promotionnelles installées sur le mur d'une station du tramway de Hong Kong en 2017.

S'appuyant sur le succès du précédent film de la seconde série, Fox lance la préproduction d'un film trois mois avant la sortie de La Planète des singes : L'Affrontement. Matt Reeves revient en tant que réalisateur mais également comme co-scénariste en compagnie de Mark Bomback. Peter Chernin, Dylan Clark, Rick Jaffa et Amanda Silver sont eux aussi de retour à la production,. Dotée d'un budget de 150 millions de dollars, La Planète des singes : Suprématie sort le 14 juillet 2017,.
Le film dépeint le conflit armé des singes de César avec un groupe de paramilitaires humains dirigés par un mystérieux colonel. César se lance également à la recherche d'un nouveau foyer pour les siens,. Andy Serkis reprend une nouvelle fois le rôle de César, Woody Harrelson interprète le colonel tandis que Steve Zahn interprète le personnage de Méchant singe,. Le film est salué par la critique qui loue, comme pour le film précédent, les effets spéciaux et le scénario. La plupart des critiques trouvent également qu'il s'agit d'une bonne conclusion de l'histoire de César,. Le film rapporte 491 millions de dollars. Dès octobre 2016, Fox annonce qu'elle envisage d'ajouter un film à la saga,.

### La Planète des singes: Le Nouveau Royaume
En mars 2019, la Walt Disney Company achète Fox et commence l'exploitation des principales licences du studio dont La Planète des singes. Un nouveau film pour la franchise est ensuite rapidement confirmé en décembre de la même année avec Wes Ball, le réalisateur de la trilogie Le Labyrinthe (2014-2018), à la direction. En août 2022, le nom de l'acteur principal est dévoilé. Il s'agit d'Owen Teague, notamment connu pour son rôle dans le film Ça (2017). En septembre, les noms de deux autres acteurs sont dévoilés. Il s'agit de Freya Allan et Peter Macon. Le titre du film est également dévoilé à ce moment-là ainsi que l'année de sortie. Le Nouveau Royaume est ainsi prévu pour l'année 2024. Le tournage débute en octobre 2022 aux Studios Disney d'Australie, à Sydney, en Nouvelle-Galles du Sud.
Le film se déroule environ 300 ans après la mort de César. Proximus, un chef bonobo, tente d'unifier les clans de singes en employant l'antique technologie humaine. Noa, un jeune chimpanzé, dont le peuple vient d'être asservi, est contraint de fuir pour conserver sa liberté. Il trouve alors sur son chemin Mae, une jeune humaine qui semble être la clé de son périple. Le film est plutôt bien accueilli par la critique et rapporte 397 millions de dollars.

### Projet d'un nouveau film
En octobre 2024, le président du 20th Century Studios, Steve Asbell, révèle à The Hollywood Reporter qu'un nouveau film est en développement pour une sortie prévue en 2027.

## Autres médias et produits dérivés
Dix ans avant Star Wars, La Planète des singes devient la première franchise moderne de science-fiction.

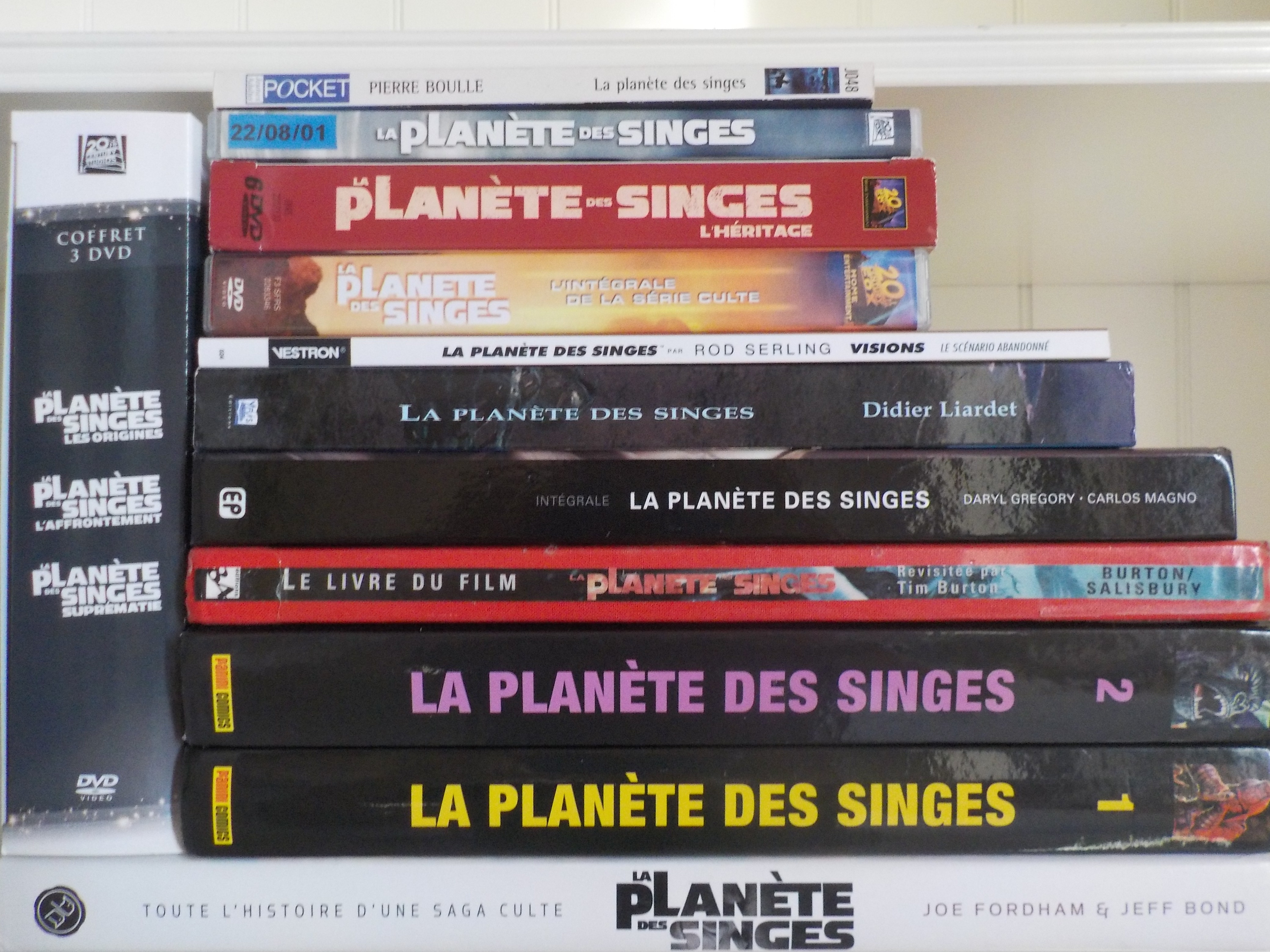
Livres, bandes dessinées et DVD francophones de La Planète des singes.

### Romans
Le roman de Pierre Boulle, La Planète des singes, est traduit en de nombreuses langues et réimprimé très périodiquement depuis sa première édition en 1963. La première série de films donne aussi lieu à des mises en roman rédigées par des écrivains de science-fiction. Ainsi Le Secret de la planète des singes est transposé en 1970 par Michael Avallone. Jerry Pournelle, coauteur de La Poussière dans l'œil de Dieu (1974), écrit la mise en roman des Évadés de la planète des singes. John Jakes, auteur de la trilogie Nord et Sud (1982-1987), se charge de La Conquête de la planète des singes tandis que David Gerrold, scénariste de l'épisode de Star Trek nommé Tribulations (1967), réalise celle de La Bataille de la planète des singes. Des mises en roman de la série télévisée et de la série d'animation sont également produites. En 2001, William T. Quick rédige la mise en roman du Planète des singes de Tim Burton ainsi que deux préquelles. La sortie de ce film est également accompagnée par plusieurs romans jeunesse.

### Bandes dessinées
Des bandes dessinées La Planète des singes sont publiées régulièrement depuis 1970, dont, parmi les plus notables, le magazine Planet of the Apes de Marvel Comics, publié de 1974 à 1977. Cette série en noir et blanc contient les adaptations des films de la première série, des histoires inédites scénarisées par Doug Moench ainsi que des reportages et des interviews. Il est alors l'un des titres les plus populaires de Marvel, recevant plus de trois cents lettres de fans à la sortie de chaque numéro. Marvel publie également, de 1975 à 1976, le mensuel Adventures on the Planet of the Apes qui comprend notamment des réimpressions en couleurs des adaptations des deux premiers films.
En 1990, profitant d’un regain d’intérêt pour la franchise, Malibu Comics lance une bande dessinée mensuelle en noir et blanc. Le premier numéro se vend à plus de 40 000 exemplaires. C'est alors un record pour une bande dessinée en noir et blanc et permet à l'éditeur de sortir vingt-quatre numéros en deux ans. La série met en vedette Alexandre, le petit-fils de César, alors qu’il se bat pour gouverner la civilisation simienne. Ce succès conduit Malibu à publier cinq autres mini-séries : Ape City, Planet of the Apes: Urchak's Folly, Ape Nation, Planet of the Apes: Blood of the Apes et Planet of the Apes: The Forbidden Zone,.
Les éditeurs Gold Key Comics, Dark Horse Comics et Boom! Studios publient également des bandes dessinées La Planète des singes à diverses périodes. Les productions de Boom! incluent aussi des croisements avec d'autres franchises fantastiques ou de science-fiction notamment un avec Star Trek en 2014 et un avec King Kong en 2017. En 2018, Boom! publie un roman graphique de Dana Gould et Chad Lewis, lequel est une adaptation du scénario original du film de 1968, écrit par Rod Serling. À la suite de l'acquisition de 21st Century Fox par Disney, la franchise revient dans le giron de Marvel qui débute une nouvelle série en avril 2023.
En France, les Éditions Lug proposent le magazine La Planète des singes. Publié de février 1977 à août 1978, il adapte une partie des comics Marvel, notamment les trois premiers longs métrages mais aussi d'autres histoires de la franchise, ainsi que des aventures de Doc Savage à partir du treizième numéro,. Les ventes insuffisantes amènent l'éditeur à arrêter la publication après dix-neuf numéros alors qu'un vingtième est planifié et qu'une maquette de sa couverture est en phase de production par l'illustrateur Jean Frisano. Les bandes dessinées Marvel sont ensuite éditées sous la forme de deux intégrales par les éditions Panini en 2018 et 2019. En 2001, l'éditeur Semic publie l'adaptation du film de Tim Burton sous la forme de deux magazines. En 2012 et 2013, l'éditeur Emmanuel Proust publie en français et en trois albums l'une des séries de Boom! qui met en scène Alaya, la petite-fille du législateur, peu de temps après l'assassinat de celui-ci. En 2020, l'éditeur Vestron édite en français l'adaptation du scénario original de Rod Serling. En 2024, pour accompagner la sortie du film La Planète des singes : Le Nouveau Royaume, Panini édite deux albums. Le premier comprend la réimpression en couleurs des adaptations des deux premiers films. Le second est la série lancée par Marvel en 2023. Intitulé La Chute des hommes, il se situe entre Les Origines et L’Affrontement. Il raconte l'émancipation de deux groupes de singes, l'un en Amérique et l'autre en Europe.

### Jouets et produits dérivés
La franchise, et plus particulièrement la série télévisée et la série d'animation, donne lieu à la production de nombreux jouets et produits dérivés. Au cours des années 1970, Fox autorise une soixantaine d'entreprises à fabriquer environ trois cents produits « La Planète des singes », notamment des figurines, des jeux, des kits de construction, des livres à colorier, des cartes à collectionner, des répliques d’armes, des costumes, de la vaisselle et des boîtes à goûter. Ce niveau de marchandisation est une première dans le domaine cinématographique et a, sans doute, inspiré les autres producteurs de films et de séries télévisées ultérieurs,. La société Addar propose, des statues avec diorama des différents personnages de la saga. Le studio Don Post produit des masques de Cornélius, de Zaius et d'un soldat gorille. Les figurines vendues par Mego à partir de 1973 sont les premiers jouets vendus en tant que produits dérivés d'un film. Leur succès populaire préfigure le développement de la production de figurines basées sur des franchises. L'auteur Eric Greene indique que les jouets La Planète des singes sont alors si populaire que de nombreux enfants aux États-Unis s'inventent des jeux de rôle « Singes contre Humains » à la manière du classique « des Cowboys et des Indiens ».
Avec le retour de la franchise au XXIe siècle, Fox accorde des licences d’exploitation à plusieurs sociétés pour fabriquer des jouets,. La société japonaise Medicon réalise ainsi en 2001 vingt-deux figurines des personnages des premiers films et de la série télévisée. En 2014, la société américaine NECA produit des figurines détaillées représentant les nouveaux personnages mais aussi les classiques, vendus comme objets de collection. En 2018, à l'occasion des cinquante ans du premier film, la société américaine Weta Worshops réalise une sculpture miniature détaillée représentant huit singes de sa saga dans le style monumental du mont Rushmore. La société commercialise également trois figurines de Zira, Zaïus et Cornelius. En 2020, c'est la société Mezco qui livre une figurine de seize centimètres avec vingt-huit points d'articulation représentant le docteur Zaïus.

### Jeux vidéo

#### Jeu vidéoLa Planète des singes
En 1998, Fox commence à développer pour ordinateur de bureau et PlayStation un jeu La Planète des singes afin d'accompagner la sortie du prochain film. Fox et le développeur de jeux vidéo Visiware commencent les travaux alors qu'aucun scénario n'est retenu pour le film,. Les créateurs sont donc obligés de développer leur propre histoire, inspirée du roman de Pierre Boulle et des films La Planète des singes de 1968 et Le Secret de la planète des singes (1970). Le jeu, de type « aventure », met en scène l'astronaute Ulysses que le joueur peut diriger pour explorer la Terre du futur dominée par les singes. La décision de Fox de co-publier le jeu avec la société Ubisoft retarde sa sortie ; il n'est disponible que deux mois après la diffusion du film La Planète des singes en salles de cinéma. Le jeu sort donc en octobre 2001 pour la version sur ordinateur et en juillet 2002 sur PlayStation. Une version développée par Torus Games pour Game Boy Advance et Game Boy Color sort en novembre 2001,. Plutôt mal accueilli par la critique,
il obtient entre autres 4/10 sur IGN, 49 % pour la version ordinateur et 60 % pour la version PlayStation sur GameRankings, 10/20 pour la version ordinateur et 14/20 pour la version Game Boy Advance sur Jeuxvideo.com.

#### Revenge of the Apes
En 1983, Fox travaille sur un jeu vidéo pour la console Atari 2600 pour ce qui devait être le premier jeu informatique basé sur la série. Alors qu'il est encore en phase prototype, Fox ferme sa division jeu à cause du krach du jeu vidéo de 1983. Il tombe dans l'oubli jusqu’à ce qu'en 2002 des collectionneurs retrouvent l'un des prototypes,,. Les développeurs indépendants de la société Retrodesign achèvent donc le jeu puis le publient en 2003 sous le nom de Revenge of the Apes,. Le joueur contrôle George Taylor, le héros du premier film, alors qu'il combat les singes à travers plusieurs niveaux inspirés par le film et jusqu'au niveau final où il atteint la statue de la Liberté.

#### Last Frontier
En 2017, Fox commande un jeu d'aventure pour accompagner la sortie de La Planète des singes : Suprématie. Le jeu baptisé Planet of the Apes: Last Frontier est développé par la société d'effets numériques d'Andy Serkis, Imaginarium. L'acteur supervise d'ailleurs les captures de mouvement nécessaires à la réalisation du jeu,. Il s'agit d'une aventure narrative interactive ; cependant, la plupart des choix n’ont aucune incidence sur l’histoire. L'histoire du jeu se déroule entre les films La Planète des singes : L'Affrontement et La Planète des singes : Suprématie mais ne suit pas les principaux protagonistes de la saga cinématographique. Le jeu sort sur ordinateur, PlayStation 4 et Xbox One le 21 novembre 2017 et reçoit des critiques peu élogieuses. Il obtient entre autres 9/20 sur Jeuxvideo.com, 3/10 sur Canard PC et 3/10 sur Gamekult.

#### Crisis on the Planet of the Apes
En 2018, FoxNext, la division de réalité virtuelle de Fox, s'associe aux développeurs d'Imaginati Studios pour créer un jeu de tir à la première personne en réalité virtuelle nommé Crisis on the Planet of the Apes. Le joueur contrôle un chimpanzé qui tente de s'échapper d'un centre de détention contrôlé par des humains,. Le jeu sort en avril 2018. Il est plutôt mal accueilli par la critique. Il obtient entre autres 3/10 sur IGN et 9/20 sur Jeuxvideo.com.

## Analyse

### Racisme
Les critiques considèrent que le thème principal de la saga est son évocation du racisme. En 1998, Eric Greene, auteur d'un livre sur la saga et ses produits dérivés, écrit que « la saga des singes apparaît comme une allégorie libérale du conflit racial » présent aux États-Unis. Selon Greene, l’arc narratif de la franchise a pour sous-texte principal la lutte autodestructrice entre les humains et les grands singes pour la domination de l’autre. La domination est une question majeure de la saga. Les singes veulent la conserver, les humains veulent comprendre comment ils l'ont perdue. Leur différence se manifeste principalement par l’apparence physique mais la domination découle du pouvoir social plutôt que d’une supériorité intellectuelle innée. Chaque film modifie l'équilibre du pouvoir pour que le public s'identifie parfois aux hommes et parfois aux singes. Selon Greene, le message central de la première série est qu’une discorde raciale non résolue mène inévitablement à la catastrophe. Plusieurs autres critiques reprennent par la suite l'interprétation de Greene,. Les producteurs Abrahams et Jacobs n'ont pas perçu que le film La Planète des singes de 1968 contenait implicitement une évocation du racisme jusqu'au moment où l'artiste Sammy Davis Jr. l'affirme publiquement début 1968 en indiquant que c'est « le meilleur film sur les relations entre blanc et noir qu'il a jamais vu »,,. Par la suite, les producteurs utilisent ce thème plus ouvertement. De sujet secondaire des deux premiers films, il devient la thématique majeure des trois films suivants.
Plusieurs critiques reprochent à la deuxième série de films de minimiser le sous-texte racial du conflit entre les humains et les grands singes. Ces critiques affirment que cela affaiblit la portée des nouveaux films mais aussi le message antiraciste de la première série. Ils évoquent également le manque de représentativité des Afro-Américains dans les films de cette série. D'autres critiques pensent que les films incorporent les thèmes raciaux mais de manière trop subtile, ce qui simplifie excessivement le message antiraciste et renforce donc le racisme plutôt que de le remettre en question,.

### Guerre froide et holocauste nucléaire
La guerre froide et la menace d'un holocauste nucléaire sont des thèmes introduits dès les premières ébauches de scénario écrites par Rod Serling pour le premier film La Planète des singes. Les films de la première série sont typiquement apocalyptiques et dystopiques car ils suggèrent que les tensions de l'époque ont conduit à la destruction du monde,. Les films critiquent les deux camps avec la société oppressive des singes qui est une caricature du bloc de l'Ouest alors que la ville mutante souterraine est une parodie du bloc de l'Est,. Selon Eric Greene, la guerre froide est le thème central des deux premiers films et de plusieurs autres produits dérivés mais devient moins importante dans les autres films de la première série qui mettent au premier plan les problèmes raciaux.

### Droit des animaux
La question des droits des animaux occupe également une place prépondérante dans la série. Eric Greene considère que ce thème est lié à celui du racisme. Dans le premier film, Taylor est traité avec cruauté par des singes qui le considèrent comme un animal. Les films suivants montrent les humains maltraitant les singes pour le même motif. L'idée d'un droit des primates est encore plus présent dans la deuxième série de films. Elle évoque en effet directement la question de statut juridique de personne pour les grands singes par le combat de César et de ses condisciples pour leurs droits dans une société qui ne les considère pas comme des personnes morales.

### Primates et évolution
La métamorphose des singes en « presque humains » souligne la proximité des deux espèces. Les paléoanthropologues qui étudient les ancêtres des hommes peuvent d'ailleurs dresser un tableau des rapprochements et des différences des deux espèces. Les hommes sont des primates, mais très différents des autres membres de cette famille. La Planète des singes introduit l'idée que les singes sont si proches des humains qu'ils arrivent à les supplanter. La perte du langage par les hommes est le principal argument pour les considérer comme des animaux. Inversement, le héros du premier film, George Taylor, est ébranlé quand il découvre que les singes ont la capacité de parler. Il ne les considère plus comme de simples animaux. Selon les spécialistes, la parole est apparue après la séparation entre la lignée des hommes et celle des chimpanzés, il y a 6 à 8 millions d'années. Dans le roman, Pierre Boulle met en scène des humains dépourvus de langage qui sont effrayés par le rire des astronautes. Boulle veut insister sur leur humanité, car le rire est souvent vu comme le propre de l'homme. Cependant, les chimpanzés et les gorilles utilisent aussi le rire, notamment lors de relations sociales.
Dans l'évolution de l'espèce humaine, le passage du singe végétarien au singe omnivore mangeur de viande fait naître, dans les années 1960, l'hypothèse du « singe tueur ». Il tue d'autres espèces, mais aussi des membres de sa propre espèce. Cela transparait dans le premier film, où l'homme, en tant que descendant de ce « singe tueur », apparait aux yeux des autres singes comme un être foncièrement haineux et mauvais. Cette idée est fausse, l'éthologue Jane Goodall observe en 1974 des chimpanzés tuant un mâle d'une autre communauté.

## Postérité

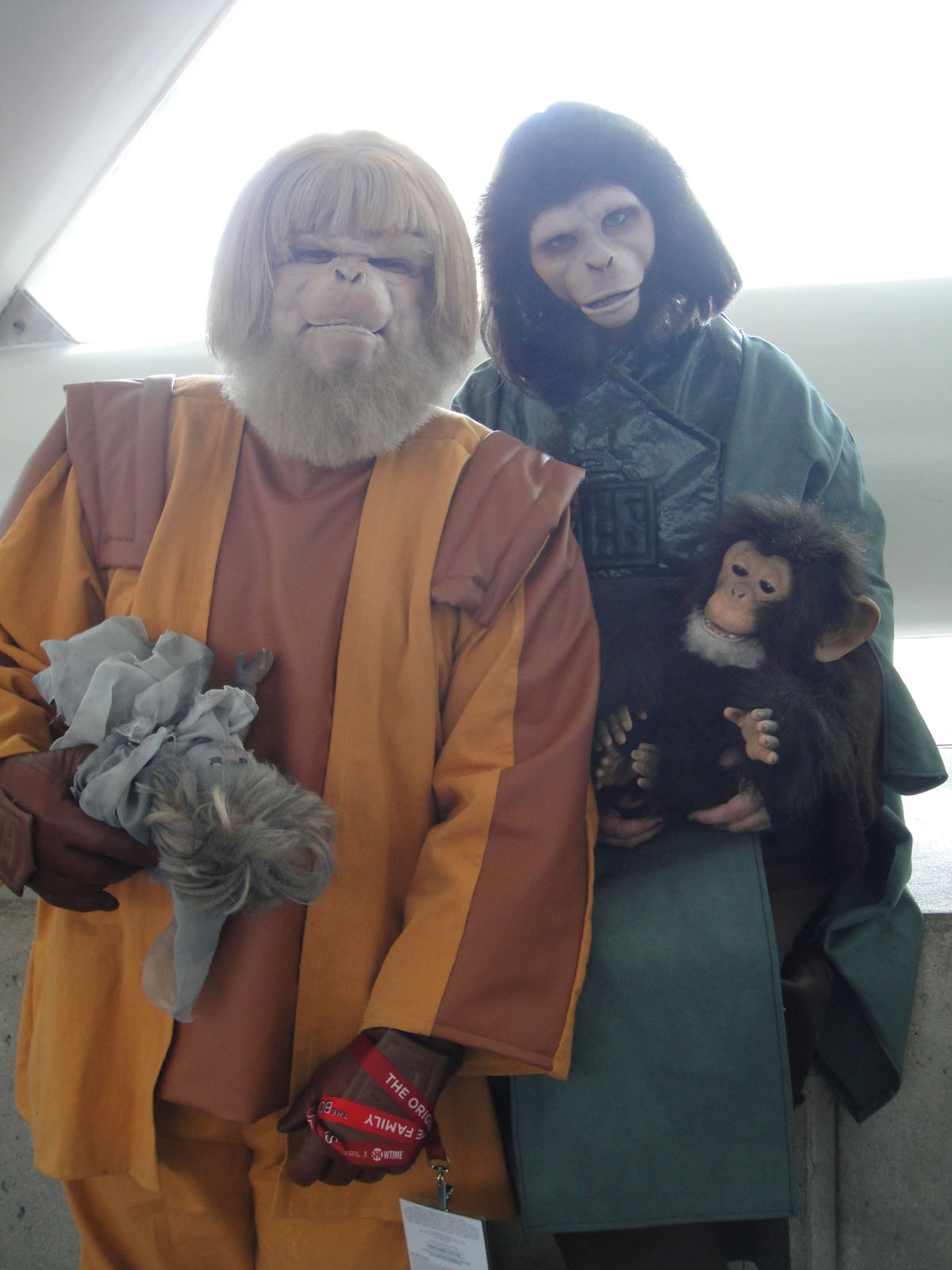
Cosplay de Zaïus et Zira en 2011.

La Planète des singes reste populaire après la réalisation des cinq premiers films et des deux séries télévisées. L'intérêt des fans de la franchise perdure notamment grâce aux bandes dessinées de Marvel. Plusieurs conventions baptisées « Apecons » sont même organisées aux États-Unis dans les années 1970. Des costumes et masques de singes sont parfois utilisés pour des apparitions en direct à la télévision. Un soir, le musicien Paul Williams, alors qu'il interprète Virgil dans La Bataille de la planète des singes, n'a pas le temps de se démaquiller avant d'effectuer sa prestation régulière dans l'émission The Tonight Show de Johnny Carson,. Mike Douglas a également repris un costume d'un des films pour une émission du The Mike Douglas Show. Dans les années 1970, deux fans ayant créé des costumes de Cornelius et de Zira sont également autorisés par Fox à représenter les personnages lors d'événements. Durant les années suivantes, les films sont souvent rediffusés individuellement ou lors de soirées marathons et obtiennent régulièrement des bonnes audiences. La série télévisée est même remontée pour constituer cinq téléfilms qui sont diffusés en 1981. Dans les années 1990, la chaîne Syfy rediffuse la série télévisée et la série d'animation.
La Planète des singes a profondément influencé les œuvres postérieures. Au niveau de la production, le succès de la série en termes de marchandisation établit un nouveau modèle de franchise multimédia au sein du cinéma américain. Les studios cherchent dès lors à produire des films uniquement pour générer des franchises lucratives. Au niveau du contenu, la série influence de nombreux films et séries télévisées de science-fiction qui mettent en avant les relations interraciales commeV (1984-1985), Enemy (1985) et Alien Nation (1989-1990). L'influence de La Planète des singes est d'ailleurs encore plus visible sur la série de bande dessinée Kamandi (créée en 1972) et sur la série télévisée japonaise L'Armée des singes (1974) qui présente des protagonistes humains vivant dans un monde post-apocalyptique gouverné par des animaux qui parlent. Le film humoristique La Folle Histoire de l'espace (1987) de Mel Brooks, lui, parodie la scène de fin du premier film avec la statue de la Liberté. Le film Jay et Bob contre-attaquent (2001) de Kevin Smith reprend également cette scène sur les lieux même où elle a été tournée.
Un regain d'intérêt pour la franchise se fait sentir dans les années 1990 à la suite des nombreux projets de relance prévus par Fox. Eric Greene attribue ce renouveau à une combinaison de « nostalgie de la culture populaire et la mainmise des baby boomers sur l'économie » mais aussi à un retour des problèmes politiques et raciaux qui dominaient l'époque de la première série de film. Durant cette période, les fans américains, inspirés notamment par les bandes dessinées de Malibu Comics, fondent de nouveaux clubs, des sites internet et des fanzines. Des produits dérivés sont également commercialisés dans ces années notamment des vêtements, des jouets et des costumes.
La Planète des singes inspire de nombreux artistes qu'ils soient humoristes, musiciens, performeurs, photographes ou scénaristes. Parmi les exemples les plus connus, il y a les sketchs de Dennis Miller et de Paul Mooney, l'épisode du Saturday Night Live présenté par Charlton Heston et plusieurs épisodes de la série télévisée Les Simpson notamment l'épisode Un poisson nommé Selma (1996),. La série d'animation Primal fait référence à la saga à travers le cinquième épisode de la première saison (2019) où les personnages ont affaire à une civilisation d'anthropoïdes intelligents.
L’artiste Martha Rosler incorpore également des images de l’interrogatoire de Cornelius et de Zira issu des Évadés de la planète des singes dans son installation Global Taste: A Meal in Three Courses (1985). Guillermo Gómez-Peña et Coco Fusco utilisent, eux, un extrait de La Planète des singes de 1968 pour une performance présentée en 1993 au Whitney Museum of American Art.
En littérature, le roman Congo (1980) de Michael Crichton semble être un héritier de la saga par l'utilisation de singes intelligents et par les thématiques comme le droit des animaux et l'amitié entre les primates et les hommes. Le roman Mémoires de la jungle (2010) de Tristan Garcia met également en scène un singe intelligent élevé par une famille de chercheurs.
La franchise influence la politique américaine, notamment avec la réutilisation par certains groupes de ses principaux thèmes. Eric Greene indique qu'en effet l'expression « Planète des singes » est particulièrement populaire chez les réactionnaires et les nationalistes. Selon Greene, les suprémacistes blancs comparent l’acquisition de droits des minorités ethniques aux États-Unis à la prise de pouvoir dans le film d'êtres jugés « inférieurs ». Les Nationalistes noirs voient plutôt le film comme une célébration de « l'apocalypse raciale ». C'est dans cet état d'esprit que le groupe de gangsta rap Da Lench Mob écrit l'album Planet of da Apes (1994). Greene soutient que ces interprétations sont l'inverse du message des films qui prône plutôt l'antiraciste.
Le plan final du premier film montrant la statue de la Liberté en ruines est également devenu iconique. L'ONG Greenpeace l'utilise par exemple dans une campagne publicitaire contre les essais nucléaires. Les thèmes et l'imagerie de la franchise sont également souvent invoqués lors des débats politiques américains pour évoquer des sujets variés, comme la culture des années 1960, le déclin urbain, les guerres contemporaines ou les violences par armes à feu.

## Films de la franchise
Sauf indication contraire, les informations mentionnées dans cette section peuvent être confirmées par la base de données cinématographiques IMDb,  présente dans la section « Liens externes ».

### Fiche technique
N.B. : Pour plus de détails, voir le paragraphe « Fiche technique » de l'article de chaque film.
La saga cinématographique est composée de dix films : La Planète des singes (Planet of the Apes) en 1968, Le Secret de la planète des singes (Beneath the Planet of the Apes) en 1970, Les Évadés de la planète des singes (Escape From the Planet of the Apes) en 1971, La Conquête de la planète des singes (Conquest of the Planet of the Apes) en 1972, La Bataille de la planète des singes (Battle for the Planet of the Apes) en 1973, La Planète des singes (Planet of the Apes) en 2001, La Planète des singes : Les Origines (Rise of the Planet of the Apes) en 2011, La Planète des singes : L'Affrontement (Dawn of the Planet of the Apes) en 2014, La Planète des singes : Suprématie (War for the Planet of the Apes) en 2017 et La Planète des singes : Le Nouveau Royaume (Kingdom of the Planet of the Apes) en 2024.

#### 1968-1973
|                    | La Planète des singes         | Le Secret de la planète des singes | Les Évadés de la planète des singes | La Conquête de la planète des singes | La Bataille de la planète des singes                          |
| ------------------ | ----------------------------- | ---------------------------------- | ----------------------------------- | ------------------------------------ | ------------------------------------------------------------- |
| Réalisateurs       | Franklin J. Schaffner         | Ted Post                           | Don Taylor                          | J. Lee Thompson                      | J. Lee Thompson                                               |
| Scénaristes        | Rod Serling et Michael Wilson | Mort Abrahams et Paul Dehn         | Paul Dehn                           | Paul Dehn                            | John William Corrington, Joyce Hooper Corrington et Paul Dehn |
| Producteur         | Arthur P. Jacobs              | Arthur P. Jacobs                   | Arthur P. Jacobs                    | Arthur P. Jacobs                     | Arthur P. Jacobs                                              |
| Producteur associé | Mort Abrahams                 | Mort Abrahams                      | Frank Capra Jr.                     | Frank Capra Jr.                      | Frank Capra Jr.                                               |
| Musique            | Jerry Goldsmith               | Leonard Rosenman                   | Jerry Goldsmith                     | Tom Scott                            | Leonard Rosenman                                              |
| Photographie       | Leon Shamroy                  | Milton R. Krasner                  | Joseph F. Biroc                     | Bruce Surtees                        | Richard H. Kline                                              |
| Sortie             | 8 février 1968                | 26 mai 1970                        | 21 mai 1971                         | 30 juin 1972                         | 15 juin 1973                                                  |
| Sortie             | 25 avril 1968                 | 3 juin 1970                        | 18 août 1971                        | 9 août 1972                          | 2 août 1973                                                   |
| Durée              | 112 minutes                   | 95 minutes                         | 98 minutes                          | 88 minutes                           | 93 minutes                                                    |

#### 2001-2024
|              | La Planète des singes                                                             | La Planète des singes : Les Origines                                                                   | La Planète des singes : L'Affrontement                                                                                 | La Planète des singes : Suprématie                                                                                 | La Planète des singes : Le Nouveau Royaume                                                        |
| ------------ | --------------------------------------------------------------------------------- | --- | --- | --- | ------------------------------------------------------------------------------------------------- |
| Réalisateurs | Tim Burton                                                                        | Rupert Wyatt                                                                                           | Matt Reeves | Matt Reeves | Wes Ball                                                                                          |
| Scénaristes  | William Broyles Jr.                                                               | Rick Jaffa et Amanda Silver                                                                            | Rick Jaffa et Amanda Silver                                                                                            | | Rick Jaffa et Amanda Silver                                                                       |
| Scénaristes  | Lawrence Konner                                                                   | | Mark Bomback | Mark Bomback | Josh Friedman                                                                                     |
| Scénaristes  | Mark Rosenthal                                                                    | | Matt Reeves | | Patrick Aison                                                                                     |
| Producteurs  | Ross Fanger, Katterli Frauenfelder, Iain Smith, Ralph Winter et Richard D. Zanuck | Peter Chernin, Dylan Clark, Thomas M. Hammel, Rick Jaffa, Mike Larocca, Amanda Silver et Kurt Williams | Mark Bomback, Peter Chernin, Dylan Clark, Thomas M. Hammel, Rick Jaffa, Amanda Silver, Jennifer Teves et Jenno Topping | Mark Bomback, Peter Chernin, Dylan Clark, Rick Jaffa, Mary McLaglen, Amanda Silver, Ryan Stafford et Jenno Topping | Wes Ball, Peter Chernin, Joe Hartwick Jr., Rick Jaffa, Jason Reed, Amanda Silver et Jenno Topping |
| Musique      | Danny Elfman                                                                      | Patrick Doyle                                                                                          | Michael Giacchino | Michael Giacchino                                                                                                  | John Paesano                                                                                      |
| Photographie | Philippe Rousselot                                                                | Andrew Lesnie                                                                                          | Michael Seresin | Michael Seresin | Gyula Pados                                                                                       |
| Sortie       | 27 juillet 2001                                                                   | 5 août 2011                                                                                            | 11 juillet 2014 | 14 juillet 2017 | 10 mai 2024                                                                                       |
| Sortie       | 22 août 2001                                                                      | 10 août 2011                                                                                           | 30 juillet 2014 | 2 août 2017 | 8 mai 2024                                                                                        |
| Durée        | 119 minutes                                                                       | 105 minutes                                                                                            | 130 minutes | 140 minutes | 145 minutes                                                                                       |

### Personnages
Sauf indication contraire, les informations mentionnées dans cette section peuvent être confirmées par la base de données cinématographiques IMDb,  présente dans la section « Liens externes ».
Les personnages principaux et les personnages récurrents de la franchise sont listés ci-dessous.

#### 1968-1973
Les principaux personnages récurrents de la première série de films sont :
- le général gorille Aldo, interprété par David Chow dans le quatrième film et Claude Akins dans le cinquième ;
- le propriétaire de cirque Armando, interprété par Ricardo Montalbán dans le troisième et quatrième film ;
- le chimpanzé César, le fils de Cornélius et Zira interprété par Roddy McDowall dans le quatrième et cinquième film ;
- l’archéologue chimpanzé Cornelius, interprété par Roddy McDowall[Note 9] dans le premier film, par David Watson dans le deuxième et par Roddy McDowall dans le troisième et le cinquième ;
- l’astronaute George Taylor, interprété par Charlton Heston dans les deux premiers films ;
- le gouverneur Kolp, interprété par Severn Darden dans le quatrième et cinquième film ;
- la chimpanzé Lisa, épouse de César interprétée par Natalie Trundy dans le quatrième et cinquième film ;
- la femme sauvage Nova, interprétée par Linda Harrison dans les deux premiers films ;
- le ministre de la science orang-outan Zaïus, interprété par Maurice Evans dans les deux premiers films ;
- la psychologue chimpanzée Zira, interprétée par Kim Hunter dans les trois premiers films.

Les personnages principaux apériodiques sont :
- pour La Planète des singes de 1968, le président de l’assemblée des singes interprété par James Whitmore ;
- pour Le Secret de la planète des singes, l’astronaute Brent, interprété par James Franciscus, et Mendez, le chef des humains mutants interprété par Paul Richards ;
- pour Les Évadés de la planète des singes, le zoopsychologue Lewis Dixon, interprété par Bradford Dillman ; la zoopsychologue Stephanie Branton, interprétée par Natalie Trundy[Note 10] et le physicien Otto Hasslein, interprété par Eric Braeden ;
- pour La Conquête de la planète des singes, le gouverneur Breck interprété par Don Murray ;
- pour La Bataille de la planète des singes, l’orang-outan Mandemus, interprété par Lew Ayres.

#### 1974
Les principaux personnages récurrents de la série télévisée en prise de vues réelles sont :
- l'astronaute Alan Virdon interprété par Ron Harper ;
- l'astronaute Peter Burke interprété par James Naughton ;
- le jeune chimpanzé Galen interprété par Roddy McDowall ;
- le gorille chef de la sécurité Urko par Mark Lenard ;
- le docteur orang-outan Zaïus interprété par Booth Colman.

#### 2001
Les principaux personnages du Planète des singes de 2001 sont :
- le capitaine de l’United States Air Force Léo Davidson, personnage principal du film, interprété par Mark Wahlberg ;
- la femelle chimpanzée Ari, interprétée par Helena Bonham Carter ;
- le capitaine gorille Attar, interprété par Michael Clarke Duncan ;
- le marchand d'esclave orang-outan Limbo, interprété par Paul Giamatti ;
- le général chimpanzé Thade, interprété par Tim Roth.

#### 2011-2024
Les principaux personnages récurrents de seconde série de films sont :
- le chimpanzé César[Note 11], personnage principal de la série, interprété dans les trois premiers films par Andy Serkis ;
- la femelle chimpanzée Cornelia, la femme de César, interprétée par Devyn Dalton dans le premier film et Judy Greer dans les deux suivants ;
- le bonobo Koba, interprété par Christopher Gordon dans le premier film et Toby Kebbell dans les deux suivants ;
- l’orang-outan Maurice, interprété dans les trois premiers films par Karin Konoval ;
- le chimpanzé Rocket, interprété dans les trois premiers films par Terry Notary[Note 12] ;
- le chimpanzé Yeux Bleus, fils aîné de César, interprété par Nick Thurston dans le deuxième film et par Max Lloyd-Jones dans le troisième.

Les personnages principaux apériodiques sont :
- pour La Planète des singes : Les Origines, le gorille Buck, interprété par Richard Ridings ;
- pour La Planète des singes : L'Affrontement, l’ancien architecte Malcolm, interprété par Jason Clarke ; Dreyfus, le maire de San Francisco interprété par Gary Oldman et Ellie, la femme de Malcolm, interprétée par Keri Russell ;
- pour La Planète des singes : Suprématie, le colonel, interprété par Woody Harrelson ; le chimpanzé Méchant singe, interprété par Steve Zahn et Nova[Note 13], la fille adoptive humaine de Maurice, interprétée par Amiah Miller.
- pour La Planète des singes : Le Nouveau Royaume, le chimpanzé Noa, interprété par Owen Teague, l'humaine Mae, interprété par Freya Allan, le bonobo Proximus César, interprété par Kevin Durand, l'orang-outan Raka, interprété par Peter Macon et l'humain Trevathan, interprété par William H. Macy.

### Accueil

#### Accueil critique
La Planète des singes de 1968, Les Évadés de la planète des singes, La Planète des singes : Les Origines, La Planète des singes : L'Affrontement et La Planète des singes : Suprématie, La Planète des singes : Le Nouveau Royaume sont appréciés par la critique alors que Le Secret de la planète des singes, La Conquête de la planète des singes, La Bataille de la planète des singes et La Planète des singes de 2001 sont généralement jugés moins bons.
| Films                                      | Rotten Tomatoes | Metacritic | Allociné |
| ------------------------------------------ | --------------- | ---------- | -------- |
| La Planète des singes (1968)               | 88%             | 79%        | 4/5      |
| Le Secret de la planète des singes         | 38%             | 46%        |          |
| Les Évadés de la planète des singes        | 78%             | 69%        |          |
| La Conquête de la planète des singes       | 48%             | 49%        |          |
| La Bataille de la planète des singes       | 37%             | 40%        |          |
| La Planète des singes (2001)               | 45%             | 50%        | 3,2/5    |
| La Planète des singes : Les Origines       | 82%             | 68%        | 3,3/5    |
| La Planète des singes : L'Affrontement     | 91%             | 79%        | 3,6/5    |
| La Planète des singes : Suprématie         | 94%             | 82%        | 3,7/5    |
| La Planète des singes : Le Nouveau Royaume | 80%             | 66%        | 3,1/5    |

#### Box-office
| Film                                       | Année | Recettes          | Recettes        | Recettes        | Entrées           | Entrées            | Budget           |
| Film                                       | Année | États-Unis Canada | Reste du monde  | Mondial         | France            | Europe             | Budget           |
| ------------------------------------------ | ----- | ----------------- | --------------- | --------------- | ----------------- | ------------------ | ---------------- |
| La Planète des singes                      | 1968  | 32 589 624 $      |                 | 150 000 000 $   | 1 715 631 entrées |                    | 5,8 millions $   |
| Le Secret de la planète des singes         | 1970  | 18 999 718 $      |                 | 150 000 000 $   | 1 163 547 entrées |                    | 3 millions $     |
| Les Évadés de la planète des singes        | 1971  | 12 348 905 $      |                 | 150 000 000 $   | 667 537 entrées   |                    | 2,5 millions $   |
| La Conquête de la planète des singes       | 1972  | 9 043 472 $       |                 | 150 000 000 $   | 593 270 entrées   |                    | 1,7 million $    |
| La Bataille de la planète des singes       | 1973  | 8 844 595 $       |                 |                 | 437 967 entrées   |                    | 1,7 million $    |
| La Planète des singes                      | 2001  | 180 011 740 $     | 182 200 000 $   | 362 200 000 $   | 3 970 011 entrées | 16 706 084 entrées | 100 millions $   |
| La Planète des singes : Les Origines       | 2011  | 176 760 185 $     | 305 000 000 $   | 481 800 000 $   | 3 240 118 entrées | 14 741 883 entrées | 93 millions $    |
| La Planète des singes : L'Affrontement     | 2014  | 208 545 589 $     | 502 100 000 $   | 710 600 000 $   | 3 783 833 entrées | 18 367 766 entrées | 170 millions $   |
| La Planète des singes : Suprématie         | 2017  | 146 880 162 $     | 343 800 000 $   | 490 700 000 $   | 2 883 962 entrées | 13 524 650 entrées | 150 millions $   |
| La Planète des singes : Le Nouveau Royaume | 2024  | 171 130 165 $     | 226 248 000 $   | 397 378 000 $   | 2 487 931 entrées |                    | 165 millions $   |
| Total                                      | Total | 965 154 155 $     | 1 559 348 000 $ | 2 592 678 000 $ |                   |                    | 692,2 millions $ |

Sources : BoxOfficeMojo.com, JPBox-Office.com,,,,,,,,, et Lumiere.obs.coe.int,,,.

#### Nominations
Les films et les interprètes de la saga n'ont pas obtenu d'Oscars mais ont plusieurs fois été nommés. La Planète des singes est remarquée par l'Academy of Motion Picture Arts and Sciences pour ses costumes et sa musique, tandis que La Planète des singes : Les Origines, La Planète des singes : L'Affrontement et La Planète des singes : Suprématie sont tous trois mis en avant pour leurs effets visuels,,.